# Rossend Cabré i Pallàs
Rossend Cabré i Pallàs (Xerta, Baix Ebre, 1910 - Cuauhtémoc, 13 de desembre de 1992) fou un polític català.
Era fill de Joaquim Cabré i Salvadora Pallàs.
Instal·lat a Barcelona, fou dependent de comerç i, després, empleat del metro. Militant del Partit Comunista de Catalunya (PCC), on impulsà la creació de les publicacions Joventut Proletària i Octubre. El juliol del 1935 assistí com a delegat al Cinquè Congrés de la Internacional Comunista. El 1936 fou membre de la redacció de Treball, òrgan del comitè d'enllaç que donaria lloc al Partit Socialista Unificat de Catalunya (PSUC).
Durant la guerra civil espanyola ocupà càrrec en l'exèrcit i va ser professor honorari a l'Escola Popular de Guerra de Catalunya.
El 1939 s'exilià a Mèxic. El 1941 abandonà el PSUC i ingressà en el Moviment Social d'Emancipació Catalana (MSEC). El 1953 col·laborà en la celebració de la Conferència Nacional Catalana i a la revista Pont Blau.
Mor a Cuauhtémoc, Mèxic a l'edat de 82 anys casat amb Maria Teresa Broca.